# الدوري العراقي الممتاز 2007–08
بطولة دوري أندية العراق 2007-08 وهو دوري كرة القدم لفرق الدرجة الممتازة في العراق الذي نظمه اتحاد العراق لكرة القدم انطلق يوم 26 نوفمبر 2007 فيما انطلقت المرحلة النهائية منه (دوري النخبة) يوم الجمعة 27 يونيو 2008 واختتم يوم 24 أغسطس 2008.

## نظام البطولة
شارك في الدوري 30 قسمت إلى ثلاث مجموعات حسب المناطق الجغرافية ضمت المجموعة الأولى 12 فريقاً بينما ضمت المجموعتين الثانية والثالثة 9 فرق ولعبت فرق كل مجموعة فيما بينها بطريقة الذهاب والإياب اما دوري النخبة فيتأهل اليه 14 فريقاً بمعدل 6 فرق من المجموعة الأولى و4 فرق من كل من المجموعتين الثانية والثالثة وقسمت هذه الفرق إلى ثلاث مجموعات تضم المجموعتين الأولى والثانية 5 فرق بينما تضم الثالثة 4 فرق ويتأهل من كل مجموعة بطل المجموعة إلى دور نصف النهائي فيما يلعب اصحاب المراكز الثانية من كل مجموعة ملحق لتحديد المتأهل إلى الدور النصف نهائي ويكون الملحق بنظام دوري من مرحلة واحدة يتأهل البطل فيها إلى دور نصف النهائي اما النصف النهائي فتم إجراء قرعة بين الفرق الأربعة المتأهلة من دوري النخبة ومرحلة الملحق ليلعب كل فريقين فيما بينهما مباراة واحدة يتأهل الفائز منها إلى النهائي ويلعب الخاسر على المركز الثالث والنهائي يكون بمباراة واحدة والفائز فيها يحصل على لقب الدوري

## دور المجموعات
انطلق هذا الدور يوم 26 نوفمبر 2007 وتصدرت فرق الشرطة وكربلاء واربيل المجموعات الثلاثة وتاهلت إلى دوري النخبة مع فرق القوة الجوية والكهرباء والزوراء والطلبة والصناعة والنجف والميناء ونفط الجنوب ودهوك وبيرس وكركوك واختتمت مباريات هذا الدور يوم 3 مايو 2008

## دوري النخبة
انطلقت مباريات هذا الدور يوم الجمعة 27 يونيو 2008 وتأهلت فرق أربيل ودهوك والزوراء مباشرة إلى النصف نهائي بعد تصدرها المجموعات الثلاث فيما لعبت فرق النجف وكربلاء والجوية مباريات دور الملحق

### الملحق
وهو دور مؤهل إلى الدور نصف نهائي انطلقت مبارياته يوم 12 أغسطس 2008 بمشاركة اصحاب المراكز الثانية في مجموعات دوري النخبة وهم النجف والجوية وكربلاء وتأهل فريق القوة الجوية إلى النصف نهائي بعد فوزه على النجف بالضربات الترجيحية بعد تعادلهما 3-3

## نصف النهائي
انطلقت مباريات النصف نهائي يوم 20 أغسطس بلقاء فريقي الزوراء ودهوك فيما التقى الجوية واربيل في اليوم التالي
| الزوراء | 0 - 1 | دهوك                |
| ------- | ----- | ------------------- |
|         |       | عبد السلام عبود "75 |

| القوة الجوية | 0 - 2 | أربيل                      |
| ------------ | ----- | -------------------------- |
|              |       | لؤي صلاح "28 احمد صلاح "53 |

## النهائي
التقى فريقا الزوراء واربيل في المباراة النهائية للدوري العراقي يوم 24 أغسطس 2008 وبحضور جماهيري كبير على ملعب الشعب الدولي
| الزوراء | 0 - 1 | أربيل         |
| ------- | ----- | ------------- |
|         |       | أحمد صلاح "99 |

## النقل التلفزيوني
حصلت قناة العراقية الرياضية وشبكة الإعلام العراقي على حقوق النقل الحصرية للدوري وقامت بنقل كل المباريات سواءً مباشرة أو تسجيلها وعرضها في اوقات أخرى وقامت قناة السومرية بشراء حقوق النقل من القناة حيث قامت القناتين بنقل مباريات الدوري معاً اما المباراة النهائية فقد تم بثها على جميع القنوات العراقية